# Djurkälla
Djurkälla är en ort  i Motala kommun i Östergötlands län belägen cirka 6 km nordväst om centrala Motala.
SCB klassade Djurkälla som en småort vid avgränsningen 1995. Den omfattade då 14 hektar och hade 58 invånare. Sedan 2000 har befolkningen varit under 50 personer och området räknade därför inte längre som småort. Vid avgränsningen 2020 blev bebyggelsen åter klassad som småort